# Kantharella
Kantharella is een geslacht in de taxonomische indeling van de Rhombozoa. Deze minuscule, wormachtige parasieten hebben geen weefsels of organen en bestaan uit slechts enkele tientallen cellen.
Het organisme behoort tot de familie Kantharellidae. Kantharella werd in 1994 beschreven door Czaker.